# Stronger (песня Бритни Спирс)
«Stronger» (с англ. — «Сильнее») — третий сингл американской певицы Бритни Спирс из её второго студийного альбома Oops!… I Did It Again, выпущенный 13 ноября 2000 года на лейбле Jive Records.
Песня написана и спродюсирована Максом Мартином и Рами Якоубом. Спирс поёт о независимости, хотя лирика могла быть направлена как и на парня, так и на тех, кто работает с ней в музыкальном бизнесе. Очень часто эту песню считают продолжением «…Baby One More Time», но если в своем дебютном сингле Спирс спела …my loneliness is killing me… — здесь она заявляет: …my loneliness ain’t killing me no more….

## Музыкальное видео
Впервые клип, режиссёром которого стал Джозеф Канн, был показан 3 ноября 2000 года. Видео было снято в Лос-Анджелесе. Поклонники Спирс заявляют, что именно здесь происходит её перевоплощение в секс-диву из-за так называемой «мокрой» сцены в середине клипа.
Видео начинается с того, как Спирс оказывается на вечеринке и видит своего парня с другой женщиной. Она не хочет слушать его объяснения и оправдания и уходит из клуба, выбивая дверь так, что это сотрясает помещение. Она уезжает с вечеринки во время сильнейшего ливня с грозой, однако машина останавливается, и ей приходится идти пешком под дождём. В конце Спирс переходит мост.
Сюжетная часть перемежается с танцевальной, где Спирс танцует на технологической платформе, окруженной движущимися ободами. "Компаньоном" в танце выступает алюминиевый стул, ведущий себя вопреки законам физики. Также он превращается в трость.

### Факты
- На съемочный процесс клипа понадобилось два дня;
- Клип был представлен в программе «Стоп! Снято!» («Making the Video») на канале MTV;
- Этот клип стал первым, где Бритни исполнила соло-танец;
- Актёр Пол Хатчингс играет парня, который обманывал Бритни;
- Во время съёмок произошёл ещё один несчастный случай. Во время танца со стулом Бритни упала и разбила свою ногу до крови;
- «Stronger» стал очередным клипом Спирс, которому удалось продержаться максимальное количество времени (65 дней) в рейтинге программы «TRL» на канале MTV;
- В клипе Бритни едет на автомобиле «Мустанг».

## Награды
Видео было номинировано на MTV Video Music Awards в категории «Лучшее поп-видео», а также на Teen Choice Awards в категории Choice Single.
| Год  | Церемония              | Категория        | Итог      |
| ---- | ---------------------- | ---------------- | --------- |
| 2001 | MTV Video Music Awards | Лучшее поп-видео | Номинация |
| 2001 | Teen Choice Awards     | Choice Single    | Номинация |

## Позиции в чартах
«Stronger» почти попала в десятку чарта Billboard Hot 100, очутившись на 11-й позиции. Хотя продажи сингла были довольно успешными, трек не смог попасть в Топ-50 Hot 100 Airplay. Такой низкий проигрыш и высокая продажа произошли примерно по таким же причинам, как и с синглом «From the Bottom of My Broken Heart».
Песня была успешной в некоторых Европейских странах, однако не была столь же популярной, как «Lucky».

## Чарты
| Chart (2000)                    | Место |
| ------------------------------- | ----- |
| Бельгия/Фландрия (Ultratop 50)  | 15    |
| Бельгия/Валлония (Ultratop 50)  | 14    |
| Нидерланды (Single Top 100)     | 12    |
| Италия (FIMI)                   | 16    |
| Испания (PROMUSICAE)            | 15    |
| Швеция (Sverigetopplistan)      | 4     |
| Швейцария (Schweizer Hitparade) | 6     |
| США (Billboard Pop Airplay)     | 17    |

| Чарт (2001)                         | Место |
| ----------------------------------- | ----- |
| Австралия (ARIA)                    | 13    |
| Австрия (Ö3 Austria Top 40)         | 4     |
| Дания (Tracklisten)                 | 12    |
| Europe (Music & Media)              | 3     |
| Финляндия (Suomen virallinen lista) | 8     |
| Франция (SNEP)                      | 20    |
| Германия (GfK)                      | 4     |
| Ирландия (IRMA)                     | 6     |
| Новая Зеландия (Recorded Music NZ)  | 15    |
| Норвегия (VG-lista)                 | 11    |
| Romania (Music & Media)             | 9     |
| Великобритания (OCC UK Singles)     | 7     |
| США (Billboard Hot 100)             | 11    |

| Чарт                      | Место |
| ------------------------- | ----- |
| Australia Singles Chart   | 85    |
| Austria Top 75            | 41    |
| Germany Singles Chart     | 61    |
| Romania Top 100           | 80    |
| Sweden Singles Chart      | 46    |
| Switzerland Singles Chart | 90    |

## Форматы и список композиций
| Europe/Australia CD Single 1. «Stronger» — 3:23 2. «Stronger» [Instrumental] — 3:23 3. «Walk on By» — 3:34 4. «Stronger» [Miguel 'Migs' Vocal Edit] — 3:41 French CD Single 1. «Stronger» — 3:23 2. «Walk on By» — 3:34 3. «Stronger» [Miguel 'Migs' Vocal Edit] — 3:41 UK CD Single 1. «Stronger» — 3:23 2. «Walk on By» — 3:34 3. «Stronger» [WIP Mix] — 5:50 UK Promo 12" Vinyl - Side A: 1. «Stronger» [WIP Mix] — 5:50 2. «Stronger» — 3:23 - Side B: 1. «Stronger» [Miguel 'Migs' Club Edit] — 3:41 2. «Stronger» [Miguel 'Migs' Vocal Mix] — 6:31 UK Cassette Single 1. «Stronger» — 3:23 2. «Walk on By» — 3:34 3. «Stronger» [Instrumental] — 3:23 | U.S. CD Single 1. «Stronger» — 3:23 2. «Stronger» [Mac Quayle Club Mix] — 7:50 3. «Stronger» [Pablo La Rosa’s Transformation] — 7:21 4. «Stronger» [Miguel 'Migs' Vocal Mix] — 6:31 5. «Stronger» [Jack D. Elliot Club Mix] — 6:38 6. «Stronger» [Pimp Juice’s «Ain’t No Shame in This Vocal Mix Game»] — Mix 5:50 U.S. 12" Vinyl - Side A: 1. «Stronger» [Pablo La Rosa’s Transformation] — 7:21 2. «Stronger» [Pimp Juice’s Extra Strength Dub] - Side B: 1. «Stronger» [Miguel 'Migs' Vocal Mix] — 6:31 2. «Stronger» [Miguel 'Migs' Dub] U.S. Promo Remix CD 1. «Stronger» [Pablo La Rosa’s Transformation Edit] — 3:28 2. «Stronger» [Jack D. Elliot Radio Mix] — 3:31 3. «Stronger» [Miguel 'Migs' Vocal Edit] — 3:42 4. «Stronger» [Mac Quayle Mixshow Edit] — 5:21 5. «Stronger» [Pablo La Rosa’s Transformation] — 7:21 6. «Stronger» [Miguel 'Migs' Vocal Mix] — 6:31 7. «Stronger» [Jack D. Elliot Club Mix] — 6:39 8. «Stronger» [Mac Quayle Club Mix] — 7:50 |

## Ремиксы/Официальные версии
- Album Version — 3:23
- Instrumental — 3:23
- Video Edit — 3:36
- Jack D. Elliot Club Mix — 6:341
- Jack D. Elliot Radio Mix — 3:31
- Mac Quayle Club Mix — 7:50
- Mac Quayle Mixshow Edit — 5:21
- Mac Quayle Mixshow Edit — 4:51 [только в английском и японском изданиях B in the Mix: The Remixes]
- Mac Quayle Radio Mix — 3:50
- Pablo La Rosa’s Tranceformation — 7:21
- Pablo La Rosa’s Tranceformation (Radio Edit) — 3:32
- Pimp Juice’s «Ain’t No Shame in This Vocal Mix Game» Mix — 5:50
- Pimp Juice’s Extra Strength Dub — 7:05
- Miguel 'Migs' Vocal Mix/Club Vocal — 6:31
- Miguel 'Migs' Vocal Dub — 6:54
- Miguel 'Migs' Vocal (Edit/Club Edit) — 3:41
- WIP Remix — 5:50